# Doctor Sleeps Erwachen
Doctor Sleeps Erwachen (Originaltitel: Doctor Sleep) ist ein US-amerikanischer Horrorfilm von Mike Flanagan aus dem Jahr 2019 nach Stephen Kings Roman Doctor Sleep. Es ist zudem die Fortsetzung des Films Shining von Stanley Kubrick aus dem Jahr 1980. In der Hauptrolle spielt Ewan McGregor den erwachsenen Danny Torrance.
Der Film kam am 8. November 2019 in die US-Kinos. In Deutschland kam der Film am 21. November 2019 in die Kinos.

## Handlung

### 1980
Danny Torrance lebt mit seiner Mutter Wendy mittlerweile in Florida. Er hat die traumatischen Erlebnisse im Overlook Hotel noch nicht verarbeitet und hat immer wieder Begegnungen mit den Geistern des Hotels. Bei der Bewältigung unterstützt wird Danny vom „guten Geist“ Dick Hallorann, der ihm beibringt, die Geister, die sich laut Dick von seinem Shining ernähren wollen, in imaginäre Kisten in seinem Kopf einzusperren.
Zur selben Zeit trifft das junge Mädchen Violet auf Rose the Hat, ein Mitglied des „Wahren Knoten“. Die Gefährten in dieser Gruppe sind eine Art Vampire, die sich anstatt von Blut von „Steam“ ernähren, einer psychischen Essenz, die aus Menschen mit Shining extrahiert wird, indem diese verängstigt, gequält und schließlich getötet werden. Die Gruppe findet Violet.

### 2011
Danny, der sich mittlerweile Dan nennt, ist wie sein Vater zum Alkoholiker geworden und versucht, durch das Trinken sein Shining zu unterdrücken. Nach einem Absturz mit einer Unbekannten wacht er verkatert, desorientiert und mit leerer Brieftasche in ihrer Wohnung auf. Verzweifelt öffnet er die Brieftasche der Frau und findet dort sein Geld vor, das sie ihm gestohlen hatte. Als ihr kleiner Sohn ins Zimmer kommt, hat Danny eine Eingebung und legt das Geld zurück, bevor er die Wohnung verlässt.
Einer Eingebung folgend steigt er spontan in einen Bus und kommt in der Kleinstadt Frazier in New Hampshire an. Dort trifft er auf Billy Freeman. Dieser erkennt sofort, dass Dan verloren ist und Hilfe braucht. Billy bürgt für eine Wohnung für Dan, besorgt ihm einen Job im Hospiz und wird sein Sponsor bei den Anonymen Alkoholikern. In seiner Wohnung erhält er auf einer mit Tafelfarbe gestrichenen Wand Nachrichten von Abra Stone, einem jungen Mädchen, dessen Shining noch stärker ist als das von Dan.
Währenddessen rekrutiert der „Wahre Knoten“ Snakebite Andi, ein 15-jähriges Mädchen, das die Fähigkeit besitzt, Menschen telepathisch zu steuern. Andi wird mittels des in einem Behälter aufbewahrten Steam von Violet aus dem Jahr 1980 in ein Mitglied des „Knotens“ verwandelt.

### 2019

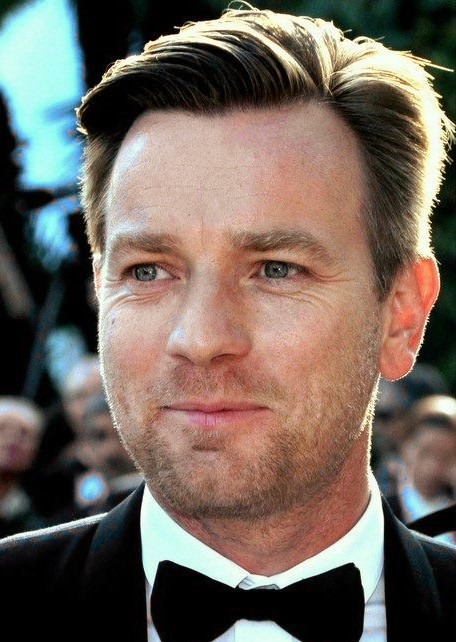
Ewan McGregor spielt die Hauptrolle des erwachsenen Danny Torrance.

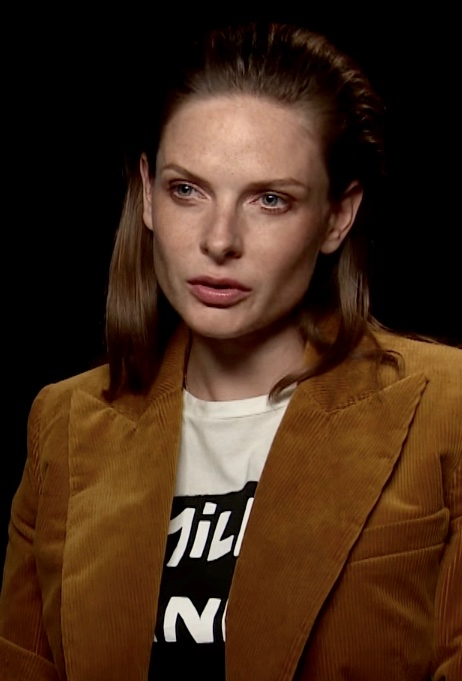
Rebecca Ferguson verkörpert die Antagonistin Rose the Hat.

Der „Wahre Knoten“ leidet Hunger, da Steam immer seltener zu finden ist. Bei der Suche nach Nahrung wird Crow Daddy, der Partner von Rose, auf den kleinen Jungen Bradley aufmerksam. Dieser präsentiert sein Shining, indem er beim Baseball jeden Ball trifft, da er immer vorhersehen kann, wie und wohin der Pitcher werfen wird. Die Gruppe entführt Bradley, foltert und tötet ihn schließlich. Abra, mittlerweile zur Jugendlichen gereift, beobachtet das Ereignis aus der Ferne und wird wiederum von Rose entdeckt, die das Potential von Abra erkennt und den Entschluss fasst, sie zu finden und ihr Steam zu stehlen.
Abra gelingt es, Dan, der mittlerweile acht Jahre trocken ist, persönlich ausfindig zu machen, und berichtet ihm vom „Wahren Knoten“ und der von der Gruppe ausgehenden Gefahr. Abra plant, mittels des Baseballhandschuhs des getöteten Bradley die Täter ausfindig zu machen. Dan verweigert seine Hilfe und fordert Abra stattdessen auf, ihr Shining zu unterdrücken, damit sie nicht gefunden werden kann.
In der folgenden Nacht channelt Rose Abra und dringt in ihren Geist ein. Doch Abra stellt ihr eine Falle, kann Rose schwer an der Hand verletzen und ihrerseits in ihren Geist eindringen und Informationen stehlen.
Nachdem Grandpa Flick, der Anführer des „Wahren Knotens“, aufgrund des Steammangels verhungert ist, schickt Rose als neue Anführerin die restlichen Mitglieder aus, um Abra zu entführen. Währenddessen vertraut sich Dan Billy an, und die beiden Männer machen sich auf den Weg, um den toten Bradley und dessen Baseballhandschuh zu finden. Mit Abras Hilfe finden sie den Tatort, exhumieren den Jungen und können den Handschuh in ihren Besitz bringen.
Zurück bei Abra weihen Dan und sie ihren Vater Dave in die Vorkommnisse ein. Es gelingt dank Abra, die sich von zu Hause aus auf einen Campingplatz projiziert, den „Wahren Knoten“ in einen Hinterhalt zu locken. Dan und Billy glückt es, sämtliche Mitglieder zu erschießen, jedoch kann Snakebite Andi kurz vor ihrem Tod Billy dazu bringen, sich selbst das Leben zu nehmen. Abra bemerkt, dass Crow Daddy nicht auf dem Campingplatz war. In diesem Moment wird Abra von diesem betäubt und entführt. Crow hatte den Hinterhalt geahnt, war zu Abras Haus gefahren und hatte ihren Vater getötet.
Dan gelingt es, Abra telepathisch zu kontaktieren und mit seinem Geist ihren Körper in Besitz zu nehmen. Er manipuliert Crow, so dass dieser sein Auto in einen Baum steuert und stirbt. Dan holt Abra in der Folge ab, und die beiden machen sich auf dem Weg zum Overlook Hotel. Rose, die nun letzte Verbleibende des „Wahren Knotens“, konsumiert die letzten Steam-Vorräte, um Kraft zu sammeln, und macht sich ebenfalls auf den Weg zum Hotel.
Angekommen am Overlook Hotel lässt Dan Abra zu ihrer Sicherheit und als Wache im Auto zurück. Er selbst geht in das Hotel und startet die Kessel der Heizungsanlage. Bei seinem folgenden Rundgang durch das Hotel, bei dem er unter anderem die Räume besucht, in denen sein Vater einst versucht hatte, ihn und seine Mutter zu töten, erweckt er die Geister mittels seines Shinings. In der Hotelbar trifft er auf den Geist seines Vaters, der versucht, ihn wieder zum Alkoholkonsum zu drängen, doch Dan bleibt standhaft.
Nach der Ankunft von Rose gelingt es Abra und Dan, diese in den Geist von Dan zu ziehen, welcher die Gestalt des Irrgartens des Overlook Hotels hat. Dans Plan, Rose in einer der imaginären Kisten einzusperren, misslingt. Wieder in der Realität entdeckt Rose Dans Shining und versucht, ihn als Mitglied des „Wahren Knotens“ zu gewinnen, doch Dan weigert sich, und es kommt zu einem Kampf. Hierbei wird Dan schwer von einer Feuerwehraxt verletzt und Rose nutzt seine Schmerzen, um seinen Steam zu extrahieren und zu inhalieren. Die steam-hungrigen Geister des Overlook, die Dan aus den Kisten befreit hat, erscheinen, töten Rose und ergreifen Besitz von Dan. Abra wird im Hotel von dem besessenen Dan mit der Axt verfolgt. Als Abra den Geistern erzählt, dass Dan die Heizungsanlage sabotiert hat, kann dieser kurz die Geister verdrängen und Abra zur Flucht verhelfen.
Dan kehrt in den Heizungsraum zurück. Besessen von den Geistern versucht er, die Heizungsanlage herunterzufahren, doch Dan kann sich wieder seines Geistes bemächtigen und dies verhindern. Der Heizungsraum wird von Flammen verschlungen und das gesamte Hotel brennt nieder. Im letzten Moment vor seinem Tod hat Dan eine Vision von sich als Kind, wie er von seiner bereits Jahre zuvor an Krebs verstorbenen Mutter umarmt wird. Abra kann in der Zwischenzeit das Hotel verlassen und sieht von außen zu, wie sich die Flammen ausbreiten, während sich aus der Ferne Rettungskräfte nähern.
Einige Tage später redet Abra in ihrem Zimmer mit Dans Geist. Sie vergewissern sich gegenseitig, dass nun alles gut ist und dies auch so bleiben wird. Nachdem Dan verschwunden ist, erzählt sie ihrer Mutter, dass es allen gut geht, auch ihrem getöteten Vater, mit dem ihre Mutter dank Abra weiterhin kommunizieren kann.
Abra entdeckt zum Ende der Handlung, dass einer der Geister aus dem Overlook Hotel sie verfolgt hat. Abra stellt sich der Situation.

## Produktion
Im April 2016 wurde bekannt, dass sich Warner Bros. die Rechte an einer Verfilmung des Romans Doctor Sleep von Stephen King gesichert hat. Als Drehbuchautor und Produzent wurde Akiva Goldsman verpflichtet. Im Januar 2018 wurde bekannt gegeben, dass Mike Flanagan die Regie übernehmen und das Drehbuch komplett neu schreiben wird. Goldsman war zu diesem Zeitpunkt nicht mehr am Film beteiligt. Im Juni 2018 wurde bekanntgegeben, dass Ewan McGregor die Hauptrolle spielen würde und den erwachsenen Danny Torrance verkörpert.
Die Dreharbeiten begannen im September 2018 und fanden unter anderem in Georgia statt. Im Dezember 2018 wurden die Dreharbeiten beendet.
Der Director’s Cut ist rund 28 Minuten länger als die europäische Kinofassung des Films. Unter anderem werden einige der Nebencharaktere vertiefend dargestellt.

## Abweichungen zur Romanvorlage und Verflechtung mit Kubricks Shining
Der Showdown der Verfilmung weicht stark von der Romanvorlage ab, was unter anderem daran liegt, dass der Film auf Stanley Kubricks Adaption von Shining basiert, in welcher das Overlook Hotel im Gegensatz zu Kings Roman nicht zerstört wird. Dementsprechend existiert das Overlook im Roman Doctor Sleep nicht mehr und das Finale spielt auf einem Campingplatz an dem Ort, an dem das Hotel früher stand. Die letztendlich in diesem Film gezeigte Zerstörung des Overlook Hotels durch den unkontrollierten Kesseldruck der Heizungsanlage entspricht der, die King bereits im Roman zu Shining niederschrieb. Im Gegenzug entfällt im Film die Hilfe von Jack Torrance’ Geist, der in der Romanvorlage im Kampf gegen Rose seinen Sohn und Abra unterstützt.
Bei der Entwicklung von Abra Stone wird im Film einiges nicht erzählt. Abra kann in der Romanvorlage bereits als Säugling Dinge vorhersehen, so zum Beispiel die Terroranschläge am 11. September 2001. Auch der im Roman nicht unwesentliche Charakter von Abras Urgroßmutter (Momo) wird im Film nicht nachgezeichnet. Im Buch haben sowohl Abra als auch ihre Mutter eine enge Beziehung zu Momo. Abras Großmutter ist kurz nach der Geburt von Lucy bei einem Unfall ums Leben gekommen. Aufgrund einer entsprechenden Vorahnung besucht Dan die todkranke Momo im Krankenhaus. Gemeinsam finden Dan und Momo heraus, dass Lucy und Dan Halbgeschwister sind. Lucys Mutter hatte als Studentin eine Affäre mit ihrem Englischlehrer, Jack Torrance. Dan ist somit Abras Onkel. Im Film wird das Verwandtschaftsverhältnis nicht erwähnt und Abra nennt Dan nur Onkel, da es sonst einen komischen Eindruck machen würde, wenn ein älterer Mann mit einem jungen Mädchen verkehrt. Des Weiteren überleben Dr. John Dalton, Billy Freeman und Danny Torrance im Buch den Kampf gegen das Böse.
Ebenfalls weggelassen wurde in der Verfilmung die für die Mitglieder des „Wahren Knotens“ nach und nach tödliche Erkrankung, mit der sie sich in der Romanvorlage bei dem Konsum des Steams des Baseballjungen angesteckt hatten.

## Synchronisation
Die deutsche Synchronisation entstand unter der Dialogregie von Tobias Meister nach einem Dialogbuch von Klaus Bickert im Auftrag von RC Production.
| Rolle           | Darsteller        | Synchronsprecher     |
| --------------- | ----------------- | -------------------- |
| Danny Torrance  | Ewan McGregor     | Philipp Moog         |
| Rose            | Rebecca Ferguson  | Berenice Weichert    |
| Abra Stone      | Kyliegh Curran    | Léa Mariage          |
| Billy Freeman   | Cliff Curtis      | Johannes Berenz      |
| Dick Hallorann  | Carl Lumbly       | Reinhard Scheunemann |
| Crow Daddy      | Zahn McClarnon    | Torsten Sense        |
| Snakebite Andi  | Emily Alyn Lind   | Laura Elßel          |
| Dr. John Dalton | Bruce Greenwood   | Oliver Stritzel      |
| Wendy Torrance  | Alex Essoe        | Franziska Endres     |
| Lucy Stone      | Jocelin Donahue   | Sonja Spuhl          |
| David Stone     | Zackary Momoh     | Markus Pfeiffer      |
| Jack Torrance   | Henry Thomas      | Dirk Bublies         |
| junger Danny    | Roger Dale Floyd  | Vicco Clarén         |
| Barry           | Robert Longstreet | Sven Brieger         |
| Charlie         | George Mengert    | Jürgen Kluckert      |
| Violet          | Violet McGraw     | Isa Kunze            |
| Magier          | Shane Brady       | Marius Clarén        |
| älterer Patient | Nicholas Pryor    | Fred Maire           |

## Rezeption

### Kritik
International erhielt der Film eher positive Kritiken. Mit Stand vom 24. November 2019 zählte Rotten Tomatoes 219 positive und 67 negative Kritiken. Metacritic listete von 46 Kritiken 23 positive und 3 negative.
Allgemein wurde aber immer wieder darauf hingewiesen, dass der Film dem sich aufdrängenden Vergleich mit Stanley Kubricks Shining nicht standhält.

„Die 39 Jahre nach dem Original erscheinende ,Shining‘-Fortsetzung ist ein angenehm ambitioniertes Horror-Sequel mit einer großartigen Rebecca Ferguson, das aber im selben Moment zu lang und zu kurz ist, um seinen eigenen hohen Ansprüchen tatsächlich gerecht zu werden.“

„,Doctor Sleep‘ ist trotz vieler bekannter Bestandteile und reizvoll rekonstruierter Kulissen keine wirkliche Fortsetzung. Denn während Kubricks ,The Shining‘ einfach grandios mysteriös war, ist das hier nur eine einfache Geschichte um eine Art von Vampirismus und ewiges Leben.“

„Wenn die konfuse, überladene, überambitionierte und völlig angstfreie Geschichte nach zwei zähen Stunden endlich in dem legendären Hotel aus dem ersten Teil mündet, dann wird einem noch mal schmerzlich bewusst, wie perfekt Kubrick die Ökonomie des Schreckens beherrschte.“

„‘Doctor Sleep’ is a not a Stephen-King-scares-the-pants-off-you kind of movie. It’s a Stephen-King-invites-you-to-ponder-the-nature-of-evil kind of movie.“

„,Doctor Sleep‘ ist kein Stephen-King-erschreckt-Dich-zu-Tode-Film. Es ist ein Stephen-King-lädt-Dich-ein-über-die-Natur-des-Bösen-nachzudenken-Film.“

„Späte Fortsetzung des Romans „The Shining“ (1977) von Stephen King und Stanley Kubricks Verfilmung (1980), die das Psychogramm eines Getriebenen mehr schlecht als recht mit einer banalen Gruselgeschichte verknüpft. Im mitunter kläglichen Versuch, die Atmosphäre des Kubrick-Films nachzuahmen, verfehlt er eine eigene inszenatorische Handschrift.“

### Einspielergebnis
Der Film spielte weltweit rund 67 Millionen US-Dollar ein.

### Auszeichnungen
Hollywood Critics Association Awards 2020
- Nominierung als Bester Horrorfilm[17]

Saturn-Award-Verleihung 2021
- Nominierung als Bester Horrorfilm
- Nominierung für die Beste Regie (Mike Flanagan)
- Nominierung für das Beste Drehbuch (Mike Flanagan)
- Nominierung als Bester Hauptdarsteller (Ewan McGregor)
- Nominierung als Beste Hauptdarstellerin (Rebecca Ferguson)
- Nominierung als Bester Nachwuchsschauspieler (Kyliegh Curran)
- Nominierung für den Besten Schnitt (Mike Flanagan)
- Nominierung für das Beste Make-up (Robert Kurtzman & Bernadette Mazur)

Seattle Film Critics Society Awards 2019
- Nominierung für die Beste Darbietung eines Nachwuchsschauspielers (Kyliegh Curran)
- Nominierung für den Schurken des Jahres (Rebecca Ferguson)[18]

Kyliegh Curran bekam den MCFCA-Award (Music City Film Critics Association) in der Kategorie Beste Jungschauspielerin.